# Спортска дворана Жатика
Спортска дворана Жатика је вишенаменска спортска дворана у Поречу. Изграђена је за потребе Светског првенства у рукомету 2009., а свечано отворена за Дан града 21. новембра 2008. Дворана је изграђена за годину дана, а грађевина је укупне површине око 14 хиљада квадратних метара и има укупно око 3700 места.
Вишенаменска дворана састоји се од велике дворане с гледалиштем те мале и фитнесс дворане. Око спортских игралишта смештени су пратећи простори дворане на два спрата. Аутори пројекта су Соња Јурковић, Сања Гашпаровић, Наташа Мартинчић, и Татјана Пераковић.